# 자운학교
자운학교는 경기도 파주시에 있는 공립 특수학교이다.

## 연혁
- 2011년 3월 1일 : 개교